# Rosenstrit
Rosenstrit (Edwardsiana rosae) är en dvärgstrit som kan uppträda som skadeinsekt på odlade rosväxter. De fullbildade individerna, imago, och nymferna livnär sig genom att suga växtsaft från blad. Förutom odlade rosor kan arten bland annat angripa hallon, jordgubbar, körsbär och äpple. 
Imagon är cirka 3 millimeter lång och har vingar. Nymferna saknar vingar och är något mindre till storleken än imagon. 
Angrepp av rosenstrit yttrar sig på så vis att växtens blad först blir vitprickiga och senare torkar och faller av. Ett annat tecken är att unga skott är onormalt knottriga, på grund av att striten lägger ägg i barken. De övervintrande äggen kläcks till nymfer på våren då bladen utvecklas. Stritarna uppträder från maj till september. Nymferna ses på bladens undersidor.
Då rosenstriten lägger ägg i värdväxten förebyggs angrepp genom beskärning. Klätterrosor och buskrosor är mest utsatta eftersom de beskärs sparsamt. 
Angripna växter kan duschas med vatten eller såplösning. Svårare angrepp kan bekämpas med för ändamålet särskilt avsedda växtskyddsmedel.